# Protestas contra la Orden Ejecutiva 13769

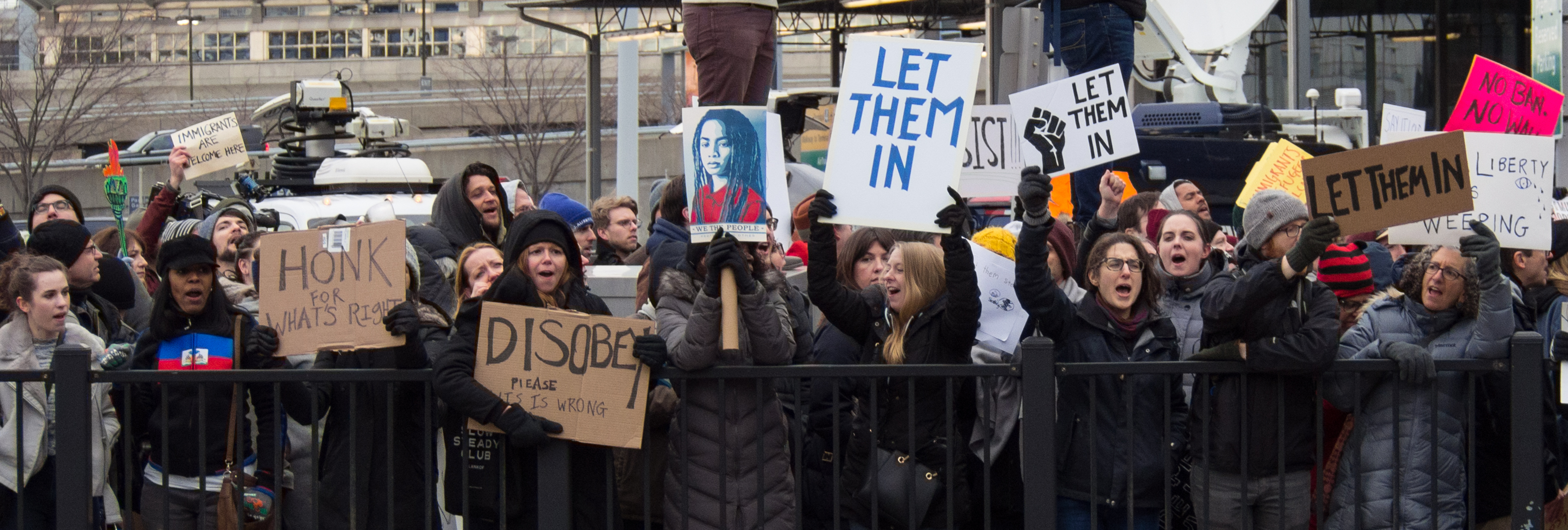
Manifestantes con carteles fuera del Aeropuerto Internacional John F. Kennedy.

Las protestas contra la Orden Ejecutiva 13769 fueron la reunión de miles de personas en varios aeropuertos de los Estados Unidos el 28 de enero de 2017 para protestar la Orden Ejecutiva 13769 del presidente de los Estados Unidos Donald Trump de regresar a refugiados y otros visitantes de países selectos considerados inseguros por la orden, todos ellos predominantemente musulmanes. Según varias fuentes, más de 2000 personas estuvieron en la protesta en el Aeropuerto Internacional John F. Kennedy en Queens, Nueva York, con otras protestas apareciendo en importantes aeropuertos internacionales alrededor de los Estados Unidos. Las protestas han continuado diariamente e internacionalmente. Las protestas también continuaron después de que un juez federal emitió una orden de restricción temporal contra partes de la prohibición de viajar.

## Antecedentes
El 27 de enero, el presidente Trump firmó una orden ejecutiva que creó una suspensión de las admisiones de todos los refugiados que entran a los Estados Unidos durante 120 días y un bloqueo indefinido para los refugiados sirios. La orden también bloquea a ciudadanos de Irán, Irak, Libia, Sudán, Siria y Yemen de entrar a los Estados Unidos por 90 días. Los titulares de Green Cards de estos países también se ven afectados.
Aproximadamente 27 pasajeros aéreos que llegaron a aeropuertos alrededor de los Estados Unidos fueron detenidos o enviados a casa el 28 de enero. Para el 29 de enero, se estimó que 375 viajeros han sido afectados por la orden. Dos detenidos iraquíes fueron liberados del aeropuerto JFK y, a partir de las 6 p. m., hora del este, quedaron 11 detenidos. El 29 de enero, todavía había dos detenidos dentro del aeropuerto. Un detenido en el aeropuerto JFK fue Hameed Jhalid Darweesh, que es un intérprete iraquí para el ejército de los Estados Unidos. Darweesh fue detenido durante doce horas sin que se le permitiera ver a sus abogados. Dos ciudadanos iraníes ancianos y discapacitados con green cards fueron detenidos durante horas en el Aeropuerto Internacional de Washington-Dulles. El presidente Trump dijo a la Christian Broadcasting Network (CBN) que refugiados cristianos tendrán prioridad en cuanto a la condición de refugiado en los Estados Unidos.

## Protestas
La primera protesta comenzó en el Aeropuerto Internacional John F. Kennedy de Nueva York. Protestas comenzaron rápidamente en otros aeropuertos a nivel nacional, incluyendo el Aeropuerto Internacional O'Hare de Chicago, el Aeropuerto Internacional de Los Ángeles (LAX), el Aeropuerto Internacional de San Francisco, el Aeropuerto Internacional de Seattle-Tacoma de Seattle, y aeropuertos en Indianápolis, Boston, Denver, Albuquerque, Hartford, Newark, Albany y San Diego. También se planearon protestas en Atlanta, Houston, Las Vegas, Orlando, Greenville y Filadelfia.
Los manifestantes se movilizaron principalmente a través del uso de las redes sociales.
Protestas y salidas han continuado hasta el 2 de febrero. El 2 de febrero, miles de empleados de Comcast en Portland, Washington D. C., Filadelfia y Sunnyvale salieron del trabajo en protesta por la orden ejecutiva.
Una serie posterior de protestas ocurrió en Europa y Asia el 4 de febrero.

### Nueva York
La protesta comenzó el 28 de enero, con un pequeño grupo de alrededor de treinta personas cerca de las 11 a. m. EST. Los manifestantes se reunieron frente a la Terminal 4, donde tienen lugar las llegadas internacionales. A medida que grupos defensores de los derechos, como la Coalición de Inmigración de Nueva York, llamaron a los manifestantes en las redes sociales, la multitud creció. Los manifestantes se reunieron para denunciar la orden ejecutiva de Trump y mostrar apoyo a los refugiados e inmigrantes. La demostración se hizo bastante grande por la puesta del sol que se extendió por la cubierta de estacionamiento cerca de la terminal. Los manifestantes trajeron carterles, corearon eslóganes y llamaron a la acción una «prohibición musulmana». Los manifestantes marcharon de terminal en terminal. A lo largo del día, representantes estatales, Nydia Velázquez y Jerrold Nadler estuvieron presentes para ayudar a constiuentes afectados por la prohibición.
Una protesta compañera surgió en Staten Island en la noche, teniendo lugar en Port Richmond. Otra protesta tuvo lugar en Battery Park el domingo. Chelsea Clinton fue una de los manifestantes en ese lugar. Hubo varios miles de manifestantes en Battery Park. Las protestas continuaron en el aeropuerto JFK el domingo también.

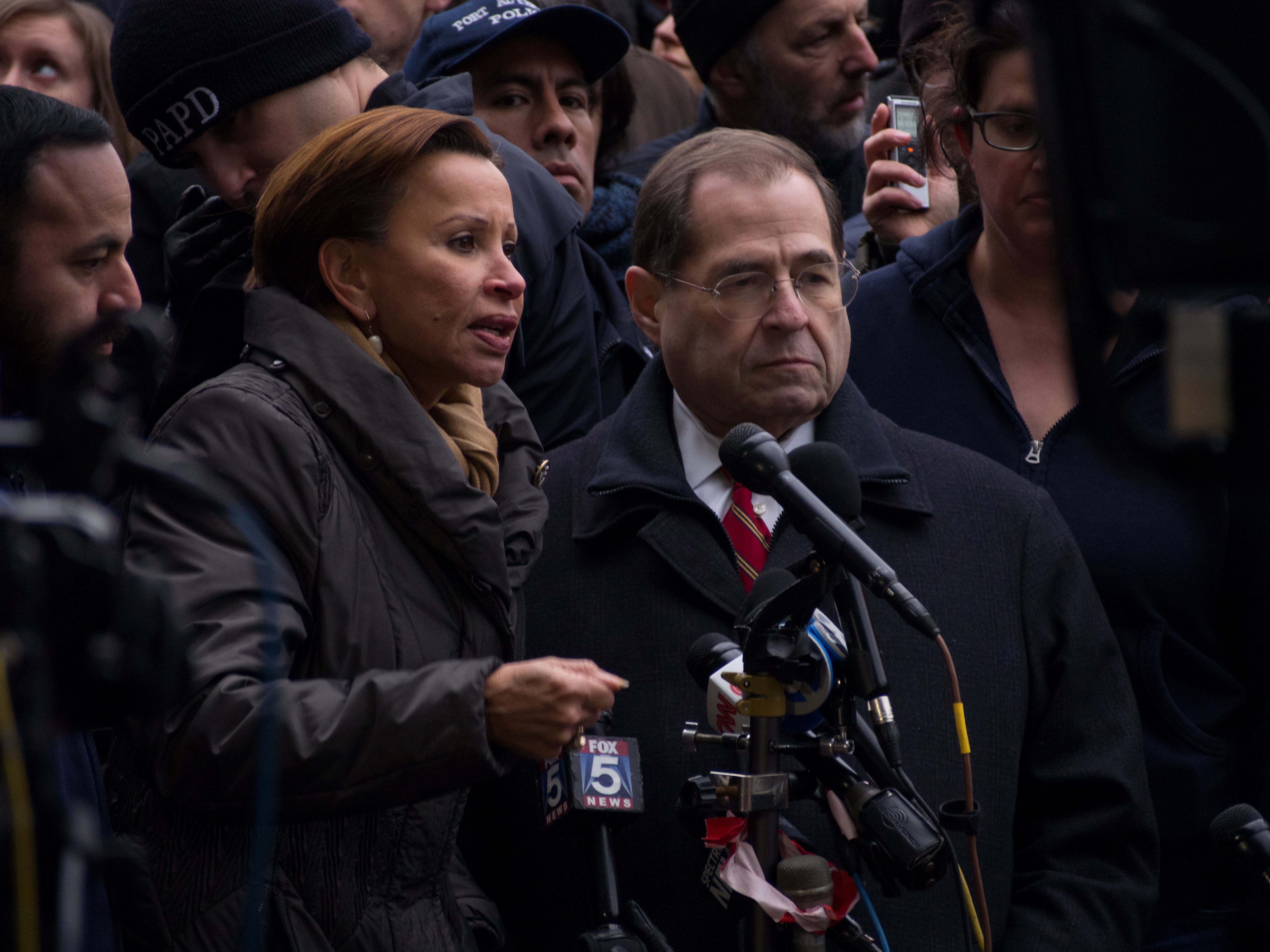
Nydia Velázquez y Jerrold Nadler dando una conferencia de prensa en la protesta.

Otros grupos involucrados en la protesta incluyeron Make the Road New York, los Judíos por la Justicia Racial y Económica (JFREJ), y miembros del Caucus Negro Latino Asiático. La Sociedad Hebrea de Ayuda a los Inmigrantes (HIAS) también participó en las protestas, habiendo expresado su enojo por el hecho de que la orden ejecutiva, que perjudicaría las perspectivas de los refugiados musulmanes, fue firmada en el Día Internacional de Conmemoración en Memoria de las Víctimas del Holocausto, y grupos de judíos rompieron el sabbat para unirse a las protestas. De 6 a 7 p. m., los taxistas de la Alianza de Trabajadores de Taxi de Nueva York (NYTWA) dejaron de recoger pasajeros en el aeropuerto JFK en protesta por los detenidos. Uber de Nueva York brevemente vio un aumento en los precios debido al boicot de taxi. Por la noche, la policía estaba rechazando a cualquier persona sin boletos de avión de usar el AirTrain. Después de las 8 p. m., el gobernador Andrew Cuomo pidió que se permitiera a la gente subir al AirTrain una vez más.
A última hora de la tarde del 28 de enero, Ann Donnelly, una jueza del Distrito Federal en Brooklyn por el Distrito Este de Nueva York, bloqueó parte de la orden ejecutiva, «proporcionando socorro inmediato a decenas de personas varadas en aeropuertos de todo el país». En las Cortes de Distrito de los Estados Unidos en Seattle y Virginia, se dictaron sentencias similares. Esta estancia de emergencia permitiría a las personas afectadas con visas válidas permanecer en los Estados Unidos. Sin embargo, abogados de la Unión Estadounidense por las Libertades Civiles y Zachary Manfredi de la Clínica de Derechos del Trabajador y del Inmigrante de Yale advirtieron que las personas detenidas en los aeropuertos podrían aun así ser trasladadas a diferentes centros de detención. Informes que venían de la medianoche del 28 de enero indicaron que los abogados de la ayuda legal todavía no tenían acceso a los clientes que eran sostenidos dentro de JFK. En Brooklyn, los manifestantes esperaron fuera de la corte del Distrito Federal mientras el caso estaba siendo decidido. Además, dos hombres iraquíes que habían sido detenidos presentaron demandas el 28 de enero contra Trump y el gobierno de Estados Unidos sobre el asunto.
El presidente Trump fue citado diciendo que la prohibición de su orden ejecutiva está «funcionando muy bien, lo ves en los aeropuertos, lo ves por todos lados». El exalcalde de la ciudad de Nueva York Rudy Giuliani dijo que el presidente Trump llegó a él para obtener orientación sobre el fallo, al que Giuliani describió como una «prohibición musulmana».

### California

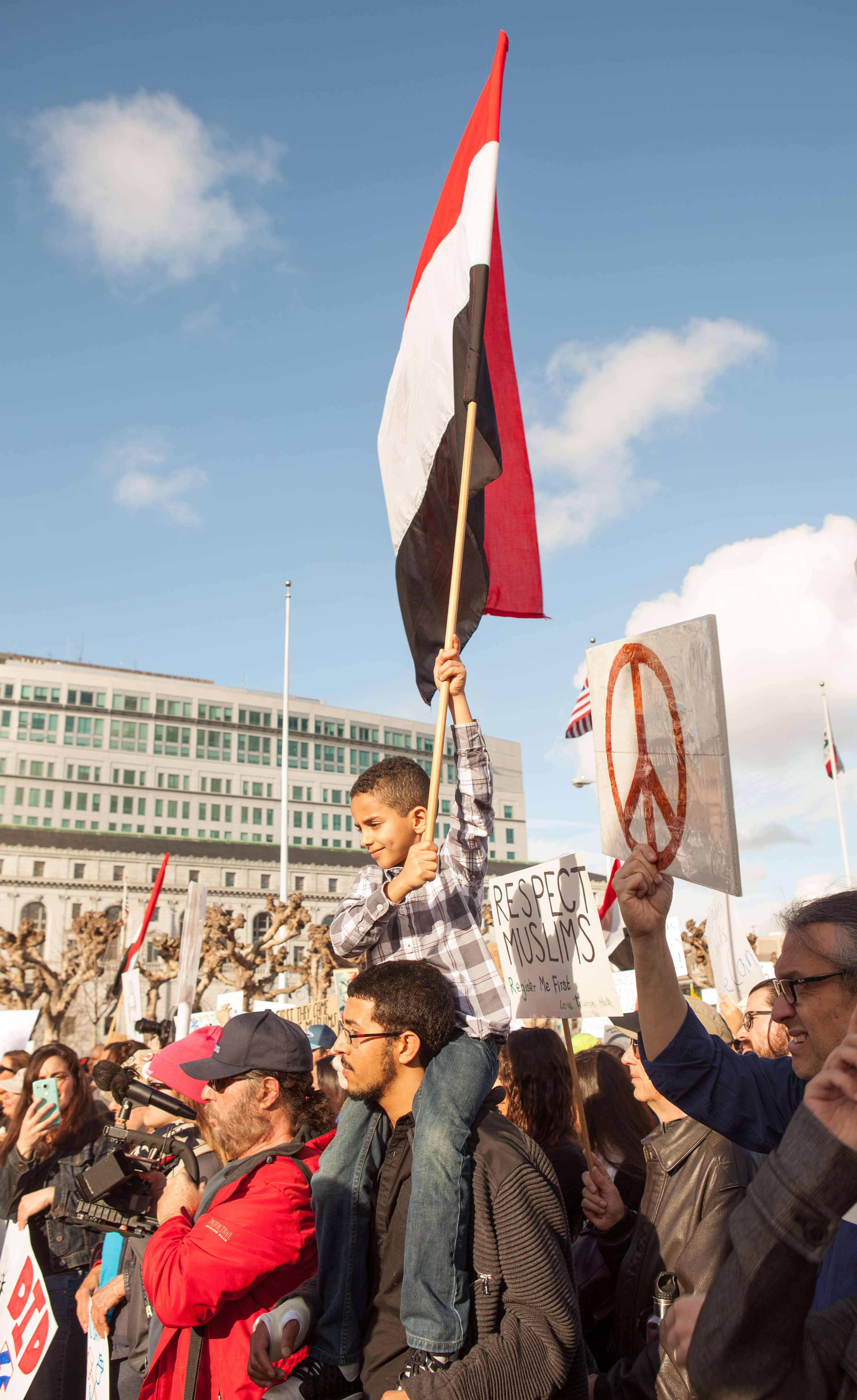
Protestas en San Francisco, en la imagen se puede ver a un niño con la bandera de Yemen, como una forma de apoyo a la comunidad musulmana de Yemen y los otros países afectados por la orden ejecutiva.

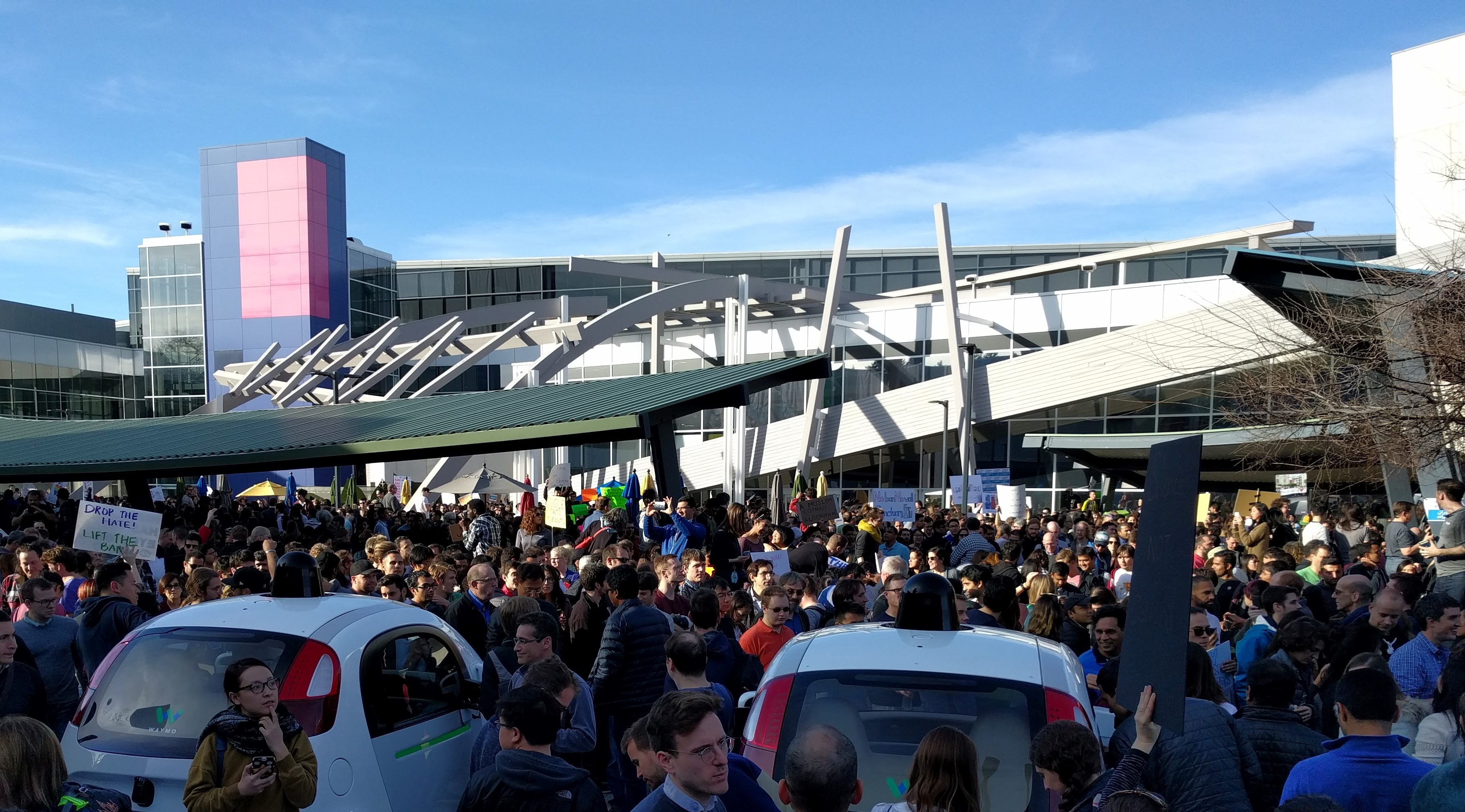
Manifestantes en la sede de Google en Mountain View, California. Los automóviles autodirigidos de Waymo aparecen en primer plano.

La protesta en Los Ángeles inicialmente vio alrededor de 200 manifestantes el sábado. Los manifestantes marcharon y cantaron, creciendo a 400 personas a las 7:30 p. m., cuando llegó la noticia de que los jueces federales habían suspendido la orden ejecutiva. Siete personas habían sido detenidas en el LAX debido a la orden ejecutiva. Los abogados especializados en derecho de inmigración crearon una «oficina improvisada» en la Terminal de Bradley para ayudar a los viajeros que lo necesitaban. La protesta en el Aeropuerto Internacional de Los Ángeles creció a miles de personas que llenaron la Terminal Internacional Tom Bradley y que se derramaba hacia fuera a la calle. La estación local de ABC News dijo que alrededor de 4000 manifestantes estaban allí para protestar de nuevo el domingo. Un grupo más pequeño de contramanifestantes también apareció en el aeropuerto, y el choque resultante hizo que la carretera próxima a la Terminal 3 fuera cerrada por una hora. Más tarde el domingo, World Way fue bloqueado cuando los manifestantes se sentaron y se negaron a moverse hasta que todas las personas detenidas en el aeropuerto fueran liberadas. A las 10 de la noche, dos manifestantes fueron arrestados por bloquear el tráfico, luego fueron citados y puestos en libertad. El alcalde de Los Ángeles, Eric Garcetti, prometió que Los Ángeles sería un refugio para todas las personas. Debido a la protesta, algunos viajeros que salían de Los Ángeles perdieron sus vuelos.
El domingo, manifestantes en Sacramento comenzaron a manifestarse en la Terminal B del Aeropuerto Internacional de Sacramento. El alcalde de la ciudad, Darrell Steinberg, estaba a la mano y dijo: «Señor Trump, pelearemos en cada paso del camino». Algunos manifestantes de Sacramento fueron abucheados por contramanifestantes que estaban de acuerdo con la orden ejecutiva.
En el Aeropuerto Internacional de San Francisco (SFO), alrededor de 1000 manifestantes se presentaron en apoyo a los refugiados. Inicialmente, la Oficina de Aduanas y Protección Fronteriza de los Estados Unidos negaron retener a ningún viajero en el aeropuerto. Cinco viajeros habían sido detenidos y cada uno fue puesto en libertad el domingo por la tarde. La protesta bloqueó la zona de llegada internacional frente al aeropuerto y cerró la calle. El vicegobernador de California, Gavin Newsom, y el cofundador de Google, Sergey Brin, asistieron a la protesta del SFO. Alrededor de 60 personas se habían reunido a las 6 a. m. del domingo por la mañana para manifestarse en el SFO. Al mediodía, la multitud había vuelto a su tamaño anterior de alrededor de 1000 manifestantes.
San Diego vio dos días de protesta en el Aeropuerto Internacional de San Diego. El domingo hubo alrededor de 1000 manifestantes en la Terminal 2 alrededor de las 5 p. m.
El 30 de enero, unos 2000 empleados de Google organizaron una protesta en la sede de la empresa, Googleplex, en Mountain View, California, así como en siete de sus otras oficinas.

### Chicago

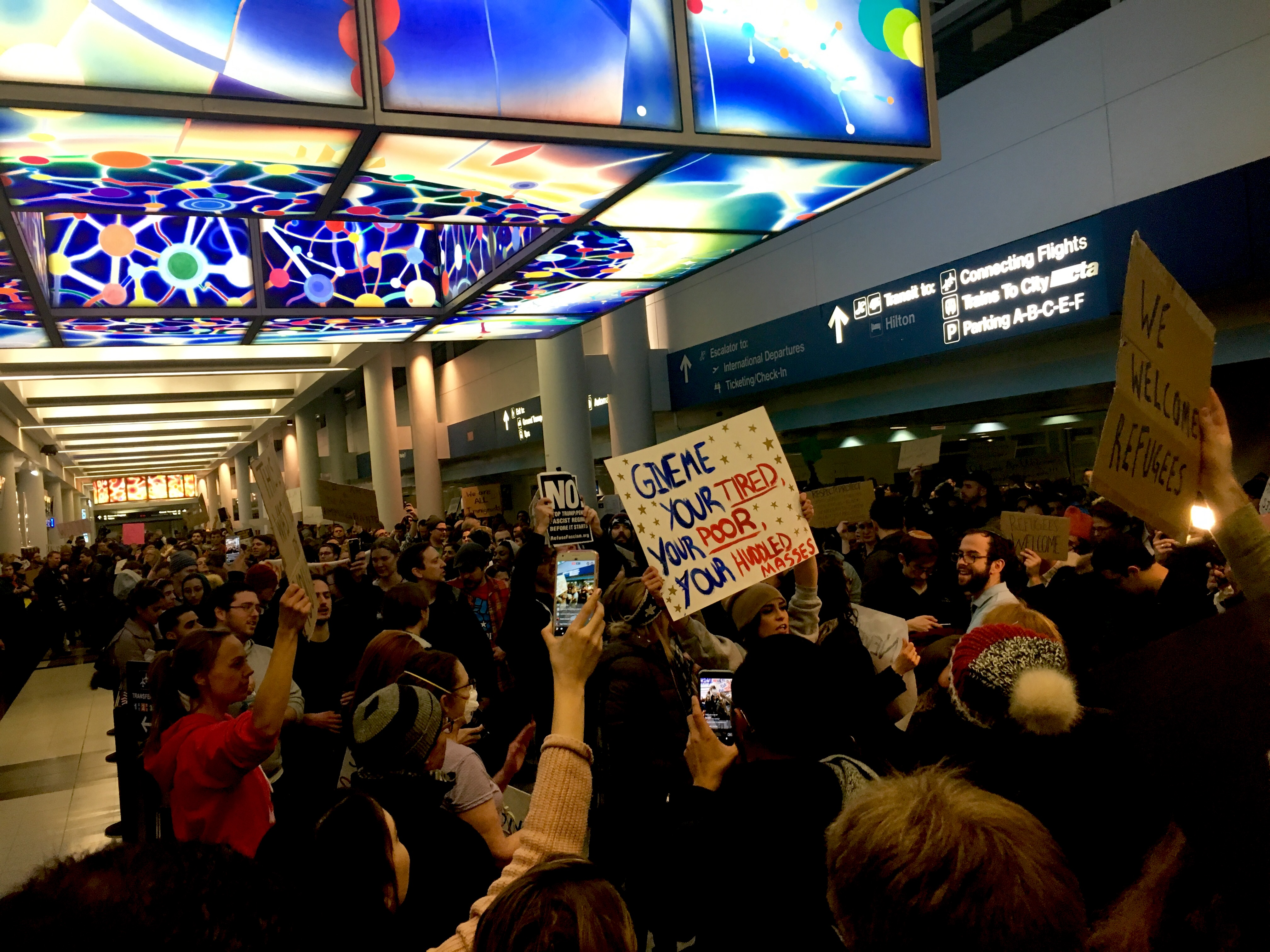
Manifestantes en el Aeropuerto Internacional O'Hare de Chicago.

En Chicago, cientos de manifestantes se presentaron en el aeropuerto para protestar por la detención de 17 viajeros. El sábado por la noche, había más de mil personas presentes y el tráfico estaba cerrado cerca de la Terminal 5. Dieciocho viajeros habían sido detenidos el sábado; todos fueron finalmente liberados. El domingo, por lo menos otros 50 fueron retenidos para interrogatorio adicional. El alcalde Rahm Emanuel y las representantes Jan Schakowsky y Elaine Nekritz estaban allí para apoyar la manifestación. Las protestas en O'Hare disminuyeron un poco durante el día del domingo sólo para comenzar de nuevo tanto dentro como fuera alrededor de las 6 p. m.. A las 7 de la tarde, había cientos de manifestantes en el aeropuerto.

### Detroit

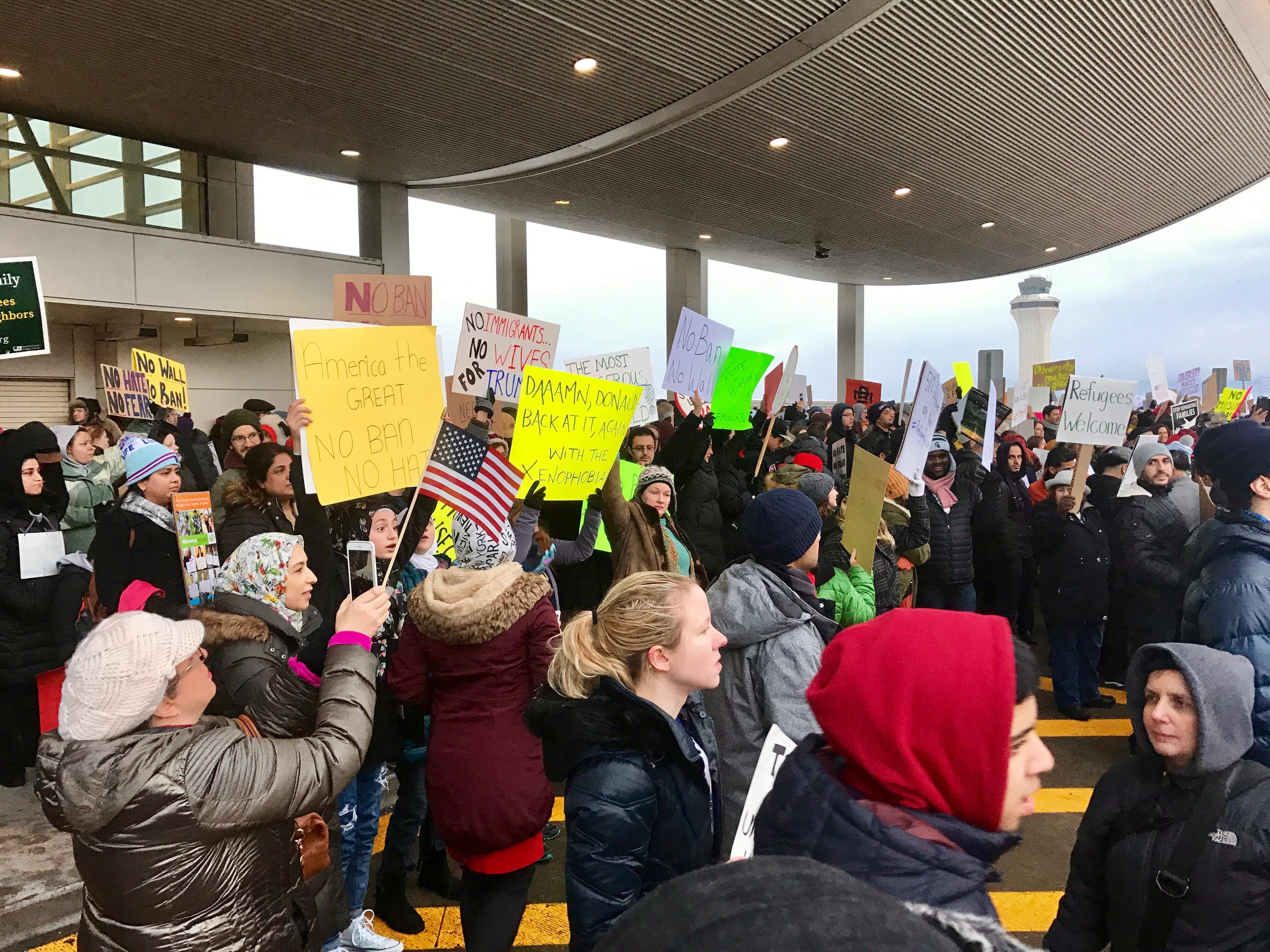
Manifestantes en Detroit.

La gente y las organizaciones en Detroit organizaron una protesta el 29 de enero en el Aeropuerto Internacional de Detroit que atrajo un estimado de 2500 manifestantes. Centenares se presentaron en protestas en los suburbios cercanos de Dearborn y de Hamtramck, que tienen poblaciones importantes de musulmanes estadounidenses e inmigrantes. Los manifestantes protestaron mientras que la nieve cayó y Detroit Free Press informó que sus voces «podrían estar por encima del rugido de los motores de reacción». El equipo de la Autoridad de Seguridad Pública del aeropuerto coordinó con los organizadores de protesta para asegurar que la protesta sería segura y que los manifestantes podrían ser escuchados. Nadie fue arrestado.

### Filadelfia
Entre 4000 a 5000 personas realizaron una demostración entre las 2:00 y las 5:00 de la tarde en la Terminal A del Aeropuerto Internacional de Filadelfia. Entre los oradores se encontraban el representante Bob Brady, miembros del ayuntamiento de Filadelfia y empleados del aeropuerto. La manifestación contó con el apoyo del gobernador Tom Wolf, que se había reunido con familias sirias de refugiados cuyos familiares habían sido enviados de vuelta al Medio Oriente después de un fin de semana. Otros detenidos en el aeropuerto fueron liberados durante las protestas.

### Indianápolis
En Indianápolis, el autor John Green y el representante André Carson asistieron a una protesta en el Aeropuerto Internacional de Indianápolis.

### Maine
El 29 de enero, más de 2000 manifestantes, entre ellos el alcalde y otros funcionarios y políticos, se reunieron en el aeropuerto de Portland para protestar por la prohibición de viajar. Un mitin más pequeño también se sostuvo en Bangor.

### Massachusetts
El alcalde Marty Walsh y la senadora Elizabeth Warren se unieron a la protesta en Boston en el Aeropuerto Internacional Logan.
En Cambridge, en el Instituto Tecnológico de Massachusetts (MIT), alrededor de 200 estudiantes organizaron una manifestación el domingo en solidaridad con sus compañeros de clase, como el estudiante de ingeniería Niki Mossafer Rahmati, que fueron afectados por la prohibición.

### Ohio
Unos 1000 manifestantes en Cleveland se manifestaron el domingo en el Aeropuerto Internacional de Cleveland-Hopkins.
El lunes 30 de enero, manifestantes en contra de la orden ejecutiva en Columbus fueron rociados con aerosol de pimienta por la policía cuando no se dispersaron. Hubo cientos de manifestantes el lunes por la noche que comenzaron en el Statehouse.

### Orlando
1000 personas realizaron una manifestación a la 1:30 p. m. dentro de la Terminal B del Aeropuerto Internacional de Orlando. La manifestación incluyó a los representantes del estado de Florida Carlos Guillermo Smith y Amy Mercado. Aunque hubo una importante presencia policial, no hubo incidentes, arrestos o interrupciones en las actividades aeroportuarias. Esta fue la primera manifestación realizada en el Aeropuerto Internacional de Orlando. Un iraní y dos sirios fueron detenidos por funcionarios de aduanas en el aeropuerto durante aproximadamente siete horas.

### Portland
El sábado, había alrededor de 150 manifestantes dentro del Aeropuerto Internacional de Portland (PDX). Aunque había una ordenanza contra marchar en el aeropuerto, ningún boleto había sido emitido por 4:15 p. m.. Portland también tuvo cerca de 400 manifestantes que se reunieron en la plaza Terry Schrunk el lunes. La protesta del lunes fue organizada por un grupo llamado Unite Oregon. Comisionados de la ciudad, Amanda Fritz y Nick Fish, y personal de la oficina del senador Jeff Merkley asistieron. Durante la protesta del lunes, un hombre de 20 años de edad fue arrestado por «blandir una réplica de un arma» mientras conducía por delante de la manifestación en su camión. Fue acusado de conducta desordenada de segundo grado.

### Raleigh-Durham
Hubo alrededor de 1500 manifestantes en el Aeropuerto Internacional de Raleigh-Durham fuera de la Terminal 2 el domingo.

### Seattle
La protesta en Seattle el 28 de enero creció a más de 3000 manifestantes fue apoyado en una conferencia de prensa en el sitio por numerosos funcionarios electos, incluyendo el gobernador del estado Jay Inslee. «Hasta 13 personas» fueron detenidas en el aeropuerto de Seattle. En Seattle, la policía del puerto utilizó aerosol de pimienta sobre las multitudes y alrededor de 15 personas fueron arrestadas.
El servicio del Tren Ligero de Seattle a la estación del aeropuerto se detuvo durante 30 minutos durante la protesta a petición de la policía de Port of Seattle. Fue restaurado más tarde por Sound Transit, el propietario del servicio, en medio de críticas de que la petición limitaba la libertad de reunión en el aeropuerto, un espacio público. El 30 de enero, Sound Transit y el operador de tránsito King County Metro formalizaron un nuevo protocolo que exigía que las futuras solicitudes de la policía para suspender el servicio fueran aprobadas por el director ejecutivo o el gerente general como resultado del cierre.
El lunes 30 de enero, los trabajadores de Google en Seattle salieron del trabajo en protesta contra la prohibición.

### Texas
El domingo por la tarde, cientos de manifestantes se manifestaron en el Aeropuerto Internacional de Austin-Bergstrom. Se estimó que había entre 300 y 400 personas en la protesta.
Hubo más de 800 manifestantes en el Aeropuerto Internacional de Dallas-Fort Worth. El aeropuerto había detenido a 13 viajeros, uno de los cuales era una anciana y poseedora de un green card de Irán que permaneció en el aeropuerto durante la noche. Otros 800 manifestantes llegaron el domingo para continuar protestando contra la orden ejecutiva de Trump. Nueve detenidos fueron liberados a sus familias fuera del sitio el domingo 29 de enero. El alcalde de Dallas, Mike Rawlings, quien anteriormente había expresado su preocupación por la detención, se reunió con los viajeros y se disculpó en nombre del pueblo de Dallas.
La ciudad de El Paso organizó una pequeña manifestación de alrededor de 30 personas el domingo en el Aeropuerto Internacional de El Paso en una protesta organizada por la organización Musulmanes de El Paso y Amigos.
En Houston, las protestas ocurrieron alrededor de la ciudad sobre el curso del fin de semana. El 28 de enero, los manifestantes fueron al Aeropuerto Intercontinental George Bush para protestar. El domingo, los manifestantes llenaron el Aeropuerto Intercontinental George Bush a su máxima capacidad. Más de 1000 personas marcharon cerca de Discovery Green para manifestarse en contra de la orden ejecutiva. Otras protestas fueron programadas para el fin de semana del Super Bowl.

### Washington, D. C.

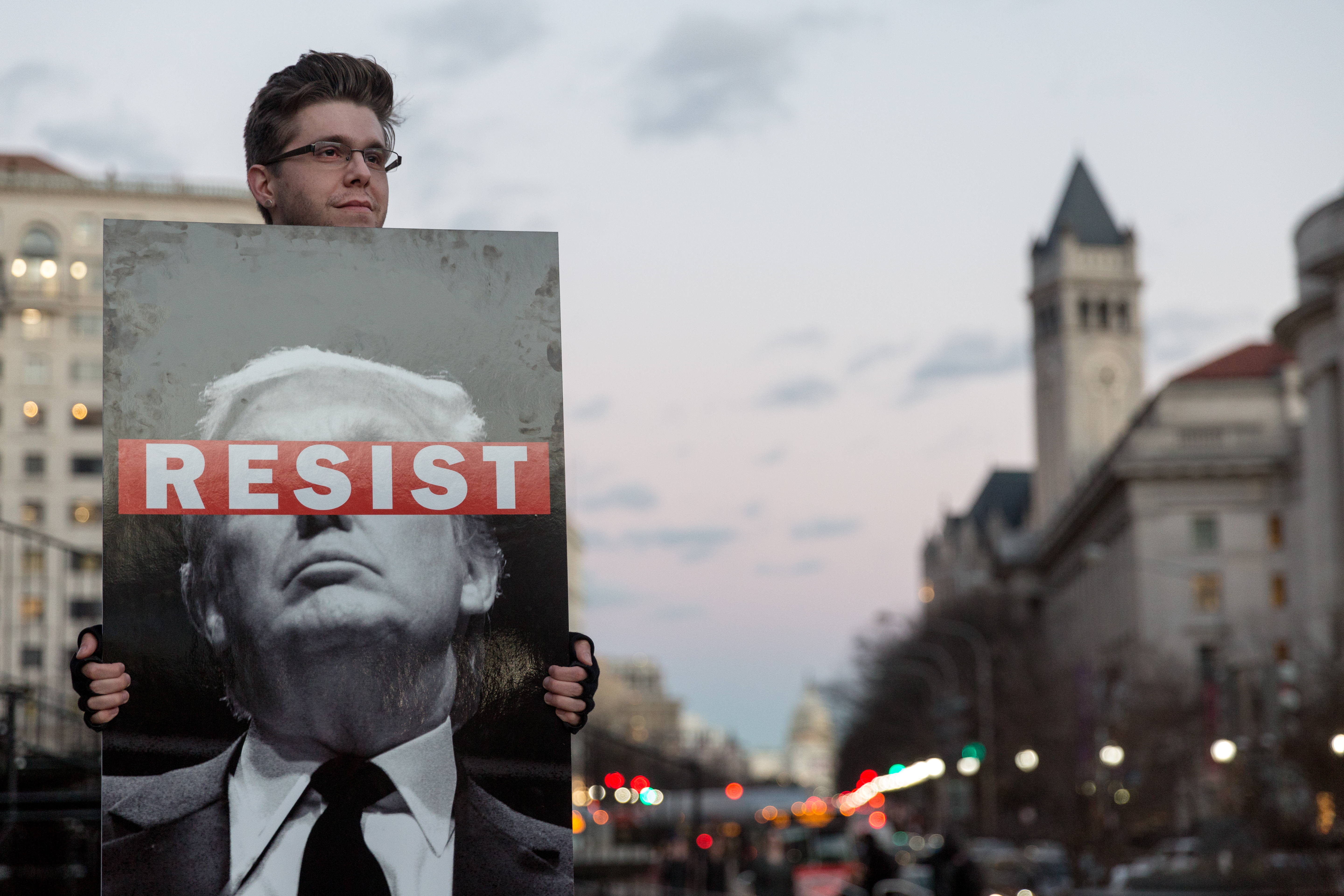
Manifestante en Washington, D. C.

El gobernador de Virginia, Terry McAuliffe, se unió a la protesta en el Aeropuerto Internacional de Washington-Dulles el sábado. El senador Cory Booker también estuvo en la protesta en el Aeropuerto Internacional de Washington-Dulles. El rabino Jack Moline, presidente de la Alianza Interconfesional, también se unió a la protesta. El grupo de defensa, CASA, ayudó a atraer a decenas de manifestantes.
Los manifestantes continuaron demostrando en Dulles y otros manifestantes demostraron fuera de la Casa Blanca el domingo. Las senadoras Kamala Harris y Catherine Cortez Masto estuvieron en las protestas. Otros manifestantes demostraron fuera del Trump International Hotel.
El lunes por la noche, miembros del Partido Demócrata se manifestaron fuera del edificio de la Corte Suprema de Estados Unidos en oposición a la orden ejecutiva. La Líder de la Minoría de la Cámara de Representantes Nancy Pelosi, los senadores Cory Booker, Elizabeth Warren, Jeff Merkley, Chuck Schumer, Joe Manchin, Bernie Sanders y Al Franken junto con los representantes Jerrold Nadler, Nydia Velázquez, André Carson y Joseph Crowley hablaron en la manifestación.

### Alemania
Una multitud de alrededor de 1200 manifestantes contra Trump marchó el 4 de febrero de 2017 a través de la ciudad de Berlín. La protesta se alzó frente a la Embajada de los Estados Unidos y cerca de la Puerta de Brandeburgo. El diario Los Angeles Times informó que «las acciones de Trump y las duras conversaciones sobre una serie de temas en sus primeras dos semanas han perturbado profundamente a muchos alemanes». La protesta fue organizada por un grupo llamado The Coalition y también dirigida al muro planeado de Trump entre México y los Estados Unidos.

### Reino Unido
Una protesta en masa en Londres se programó para el lunes por la noche, con 9000 personas registrándose en Facebook y otras 16 000 indicando que estaban interesadas en asistir. Owen Jones fue uno de los organizadores del evento que protestó contra la orden ejecutiva. Los manifestantes también pidieron que se revocara una reciente invitación al presidente Trump para visitar el Reino Unido. La marcha hacia Downing Street comenzó alrededor de las 6 p. m.. La marcha llenó la estación de Westminster y trajo a Whitehall a un «paro». Miles de manifestantes se unieron a la manifestación.
Alrededor de 3000 personas estuvieron presentes en la manifestación de Mánchester.
En Oxford, cientos de manifestantes criticaron la respuesta de la primera ministra Theresa May a la orden ejecutiva.
El 4 de febrero de 2017, alrededor de 10 000 personas protestaron en Londres contra el apoyo de May a Trump.

## Otras respuestas
En oposición a la orden ejecutiva, más de 350 000 personas actuaron donando a la Unión Estadounidense por las Libertades Civiles (ACLU) que había estado protegiendo los derechos individuales. La organización recaudó más dinero durante el fin de semana del 28 de enero que durante todo el año 2016. Lyft fue una de las empresas que donaron, dando $ 1 millón a la ACLU. Debido a que Uber fue visto como un rompehuelgas durante la huelga de taxis en Nueva York y porque el director ejecutivo de Uber, Travis Kalanick, había aceptado servir en un panel de asesoría económica para la administración Trump, muchos manifestantes boicotearon a Uber y usaron Lyft o el servicio tradicional de taxis.
Starbucks se comprometió a contratar 10 000 refugiados en todo el mundo durante los próximos cinco años como respuesta a la orden ejecutiva.
El 28 de enero, el escritor Eoin Higgins pidió utilizar el impulso de las protestas en el aeropuerto JFK como un preludio a una huelga general.
Pequeñas empresas y bodegas en Nueva York propiedad de inmigrantes yemeníes cerraron desde el mediodía hasta las 8 p. m. el 2 de febrero en protesta contra la orden ejecutiva. Se esperaba que más de mil negocios fueran cerrados. Por la noche, muchos de los propietarios de negocios y simpatizantes se manifestaron en Brooklyn Borough Hall.
La United Talent Agency (UTA) canceló su fiesta anual de los Óscar para protestar por la prohibición de viaje. La cantidad que hubiera sido gastada en la fiesta, $ 250 000, fue donada a la ACLU en su lugar.

## Reacciones
El expresidente de los Estados Unidos, Barack Obama, declaró públicamente que estaba en desacuerdo con la prohibición de viajes y que «fue animado por el nivel de participación que se está dando en las comunidades de todo el país». En respuesta, Larry Klayman demandó a Obama, alegando que sus comentarios incitaron a un manifestante en el Aeropuerto Internacional de Los Ángeles.

## Impacto
Los musulmanes en la ciudad de Nueva York habían informado que se sentían apoyados por las protestas y que se sentían más parte de la comunidad. En el Reino Unido, los musulmanes también «apreciaron la muestra de solidaridad».